# Диполь-антена

Напівхвильова диполь антена приймає радіо сигнал. Радіохвиля, що надходить до антени (електричне поле якої показане як E, зеленими стрілочками) викликає коливання електричного струму у елементах антени (чорні стрілочки), почергово змінюючи заряд від позитивного (+) до негативного (−) на двох частинах антени. Оскільки довжина антени дорівнює половині довжини хвилі при частоті радіо хвилі, напруга (показана V, червоним) і струм в антені утворюють стоячу хвилю. Це коливання струму передається по лінії передачі антени на радіоприймач (представлений резистором R).

В радіо і телекомунікаціях диполь антена або вібратор Герца — найпростіший і найбільш широко вживаний різновид антен. Диполем є будь-який клас антен, яка утворює діаграму сигналу подібну до елементарного електричного диполя. Як правило диполь антена складається з двох однакових провідних елементів, якими можуть бути металеві дроти або прути, які як правило мають подвійну симетрію. Для створення сигналу передавач подає керований струм на дві половини антени, а у випадку із приймальною антеною вихідний сигнал з двох половин антени подається на радіоприймач. Кожна частина фідера, що йде до передавача чи приймача сполучена з одним провідників. Загальновідомим прикладом диполь антени є "дворога" телевізійна антена, яку використовують для приймання радіо сигналу телебачення.
З теоретичної думки диполь-антена є найпростішим типом антен. Як правило вона складається із двох провідників однакової довжини із під'єднаним фідером між ними. Диполі часто використовують як резонаторну антену. Якщо точка живлення таких антен замкнена, тоді вона зможе резонувати на певній частоті, як гітарна струна. Використовувати антену на близькій до цього частоті вигідно з погляду опору (імпедансу) точки подачі (і таким чином коефіцієнту стоячої хвилі), тож її довжина визначається необхідною довжиною хвилі (або частотою) роботи. Найбільш часто використовують напівхвильовий диполь із центральною подачею, який матиме довжину в половину довжини хвилі. Діаграма спрямованості напівхвильового (або більшості інших) типу диполя максимально перпендикулярна провіднику, і спадає до нуля в осьовому напрямку, таким чином він втілює всенаправлену антену при вертикальному становленні, або (як правило) слабо спрямовану антену при горизонтальному встановленні.

## Історія
Німецький фізик Генріх Герц вперше продемонстрував існування радіохвиль в 1887 використовуючи пристрій, який ми зараз знаємо як диполь-антену (з ємнісним кінцевим навантаженням). З іншого боку, Гульєльмо Марконі емпіричним способом знайшов, що він може лише заземлити передавач (або одну сторону лінію передачі) і роздавати сигнал лише однією половиною антени, таким чином зрозумівши принцип вертикальної або монополярної антени. Для низьких частот Марконі зміг досягти комунікації на великі відстані, таким чином це стало більш практичним; якщо радіо використовували на вищих частотах (особливо ультракороткі і дециметрові хвилі) було вигідно встановлювати ці, набагато менші антени на верхівці вежі, що потребувало використовувати диполі або їх різновиди.
В ранні часи розвитку радіо, таким чином названі антени Марконі (монополярні) і подвійні (дипольні) антени розглядали як різні винаходи. У сучасній радіотехніці «монополярну» антену розглядають як особливий випадок диполя, який має уявний елемент «під землею».